# Dom-ino

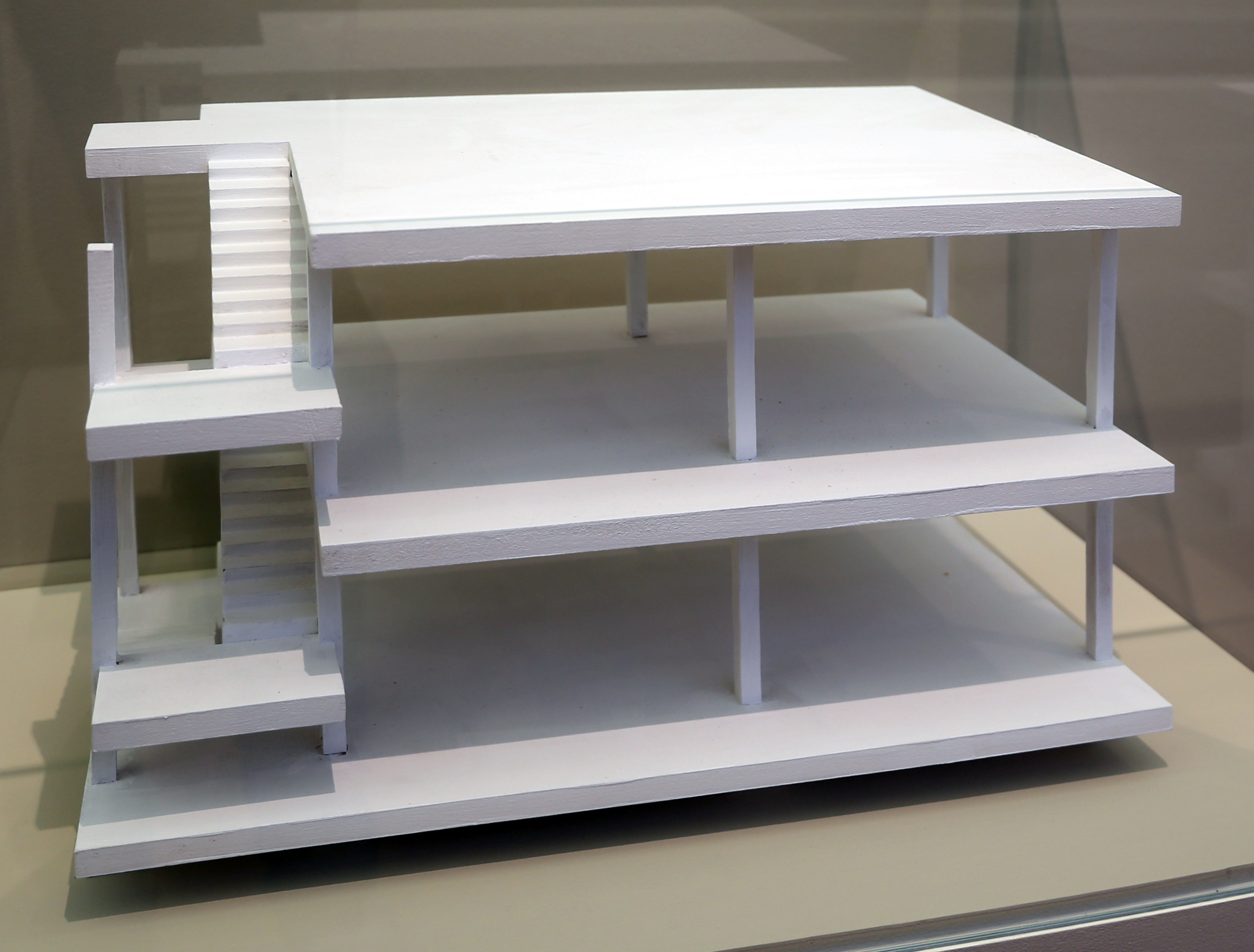
Modelo da Casa Dom-ino de Le Corbusier

Dom-ino House ou Casa Dominó refere-se ao sistema construtivo desenvolvido pelo arquitecto franco-suíço Le Corbusier entre 1914 e 1917. O tema guarda uma série de conceitos e atributos, sintetizando ideias de diferentes tipos, ligadas a diferentes campos do conhecimento, como estética, engenharia, economia e arquitetura. Trata-se de um sistema construtivo constituído por lajes planas, pilares e fundações em concreto armado que propõe uma ordem racional entre os seus elementos e a sua construção, através da aplicação de subsistemas de organização, visando dotar os edifícios que a empregam de atributos formais modernos, concretos e abstratos. O sistema dominó define-se pela utilização de lajes horizontais, numa comunicação livre através do uso de escadas, onde o recuo dos pilares permite desenvolver a retórica da fachada livre da estrutura. É uma ideia para a fabricação em série, que combina uma ordem que Le Corbusier estabeleceu, analisando as suas características formais ao perceber-se que as relações entre os seus elementos são, para além de físicas, dimensionais e proporcionais, superando as justificativas meramente funcionais para o arranjo entre os seus elementos.